# (214772) UNICEF
(214772) UNICEF ist ein im äußeren Hauptgürtel gelegener Asteroid. Er wurde vom italienischen Amateurastronomen Vincenzo Silvano Casulli am 23. Oktober 2006 am Observatorium im Ortsteil Vallemare (IAU-Code A55) der Gemeinde Borbona in der Provinz Rieti entdeckt. Sichtungen des Asteroiden hatte es vorher schon am 8. Juli 2005 unter der vorläufigen Bezeichnung 2005 NY96 an der auf dem Kitt Peak gelegenen Außenstation des Steward Observatory gegeben.
(214772) UNICEF wurde am 4. November 2017 nach UNICEF benannt, dem Kinderhilfswerk der Vereinten Nationen.